# Xenichthys agassizii
Xenichthys agassizii és una espècie de peix pertanyent a la família dels hemúlids.

## Descripció
- Pot arribar a fer 20 cm de llargària màxima.[5][6]

## Hàbitat
És un peix marí, associat als esculls i de clima tropical que viu entre 3 i 18 m de fondària (normalment, entre 3 i 11).

## Distribució geogràfica
Es troba al Pacífic sud-oriental: és un endemisme de les illes Galápagos.

## Estat de conservació
La seua supervivència es pot veure afectada pel fenomen meteorològic d'El Niño.

## Observacions
És inofensiu per als humans.